# 1964年司法行政法令
《1964年司法行政法令》（英語：Administration of Justice Act 1964；c 42）是英國國會的一項法令，重組了大倫敦地區的司法安排，以反映地方政府的重大變化。該法令的條文於1965年4月1日生效，其中包括設立大倫敦郡尉及大倫敦高級司法行政官的職位。